# Trên cổng trời không có hoa anh túc
Trên cổng trời không có hoa anh túc là một bộ phim truyền hình được thực hiện bởi chương trình Điện ảnh chiều thứ bảy, Đài Truyền hình Việt Nam do Nguyễn Hà Sơn làm biên kịch kiêm đạo diễn. Phim phát sóng từ ngày 16 tháng 10 năm 2004 đến ngày 13 tháng 11 năm 2004,  trong chương trình Điện ảnh chiều thứ bảy trên kênh VTV3.

## Nội dung
A Sử – một tên trùm buôn thuốc phiện và hàng cấm – cùng đàn em đã mê hoặc nhiều người Mông ở Cổng Trời về cuộc sống an nhàn, sung sướng. Lợi dụng lòng tin vào tín ngưỡng và bản tính chất phác của người dân tộc, chúng vận động dân bản bỏ nương rẫy, tổ chức một cuộc hành trình đến tìm vua Vàng Chứ ở trên trời. Bi kịch xảy ra khi 79 người vì gặp ảo giác của thuốc phiện đã lần lượt nhảy khỏi vách núi đi tìm Vàng Chứ, chỉ có bé Seo Ly 5 tuổi may mắn sống sót. Cuộc đấu tranh giữa lực lượng công an biên phòng với băng nhóm tội phạm diễn ra gay gắt và phức tạp.

## Diễn viên
- Lý Trung Kiên
- Trần Thị Quỳnh Trang[4]
- Phạm Quang Ánh[5]
- Quỳnh Tứ[6]
- Thảo Anh
- Lương Triệu Bắc

## Giải thưởng và đề cử
Bộ phim đã được gửi đi tranh giải hạng mục phim truyền hình nhiều tập Giải Cánh diều năm 2004, song không được đề cử.
| Năm  | Giải thưởng                                | Hạng mục                | (Người) đề cử | Kết quả  | Tham khảo   |
| ---- | ------------------------------------------ | ----------------------- | ------------- | -------- | ----------- |
| 2005 | Liên hoan truyền hình toàn quốc lần thứ 24 | Phim truyện truyền hình | —             | Giải Bạc | [ 8 ] [ 9 ] |